# Regierung Demotte II (Französische Gemeinschaft)
Die Regierung Demotte II war die elfte Regierung der Französischen Gemeinschaft. Sie amtierte vom 16. Juli 2009 bis zum 22. September 2014.
Der Rat der Französischen Gemeinschaft wurde nicht direkt gewählt, er setzte sich aus den 75 Abgeordneten des Wallonischen Parlaments und den 19 französischsprachigen Mitgliedern des Parlaments der Region Brüssel-Hauptstadt zusammen.
Nach der Parlamentswahl 2004 wurde, wie bereits zwischen 1987 und 1995, eine gemeinsame Regierung von Sozialistischer Partei PS und Centre Démocrate Humaniste (CDH) – bis 2002 hieß die Partei Parti Social Chrétien (PSC) – gebildet. Ministerpräsidentin wurde Marie Arena (PS).
Am 20. März 2008 wurde Arena Ministerin in der föderalen Regierung Leterme I. Neuer Ministerpräsident bis zum Ende der Legislaturperiode wurde Rudy Demotte (PS), der seit 2007 bereits Ministerpräsident der wallonischen Regierung war.
Nach der Parlamentswahl 2009, bei der sich die grüne Ecolo von 5 auf 18 Mandate verbesserte, wurde eine Dreiparteienregierung von PS, CDH und Ecolo gebildet. Ministerpräsident blieb Demotte. Ecolo schied nach der Parlamentswahl 2014, bei der sie nur noch sechs Mandate errangen, wieder aus der Regierung aus. Demotte blieb Ministerpräsident einer Koalitionsregierung von PS und CDH.

## Zusammensetzung
| Amt                                                                                                | Name                    | Partei | Beginn der Amtszeit | Ende der Amtszeit  |
| -------------------------------------------------------------------------------------------------- | ----------------------- | ------ | ------------------- | ------------------ |
| Ministerpräsident                                                                                  | Rudy Demotte            | PS     | 16. Juli 2009       | 22. September 2014 |
| stellvertretender Ministerpräsident und Minister für Kinder, Forschung und den öffentlichen Dienst | André Antoine           | Ecolo  | 16. Juli 2009       | 22. September 2014 |
| stellvertretender Ministerpräsident und Minister für Haushalt, Finanzen und Sport                  | André Antoine           | CDH    | 16. Juli 2009       | 22. September 2014 |
| Ministerin für Jugend                                                                              | Évelyne Huytebroeck     | Ecolo  | 16. Juli 2009       | 22. September 2014 |
| Ministerin für Kultur, Audiovisuelles, Gesundheit und Gleichstellung                               | Fadila Laanan           | PS     | 16. Juli 2009       | 22. September 2014 |
| Ministerin für Schulpflicht und Erwachsenenbildung                                                 | Marie-Dominique Simonet | CDH    | 16. Juli 2009       | 16. Juli 2013      |
| Ministerin für Schulpflicht und Erwachsenenbildung                                                 | Marie-Martine Schyns    | CDH    | 17. Juli 2013       | 22. September 2014 |

## Umbesetzungen
Marie-Dominique Simonet (CDH) erklärte am 16. Juli 2013 ihren Rücktritt aus gesundheitlichen Gründen. Ihre Nachfolgerin im Kabinett wurde Marie-Martine Schyns (CDH).